# Neophoca cinerea
Il leone marino australiano (Neophoca cinerea Péron, 1866) è un mammifero pinnipede appartenente alla famiglia delle otarie. È l'unica specie del genere Neophoca.

## Caratteristiche

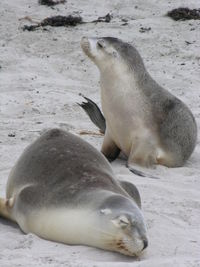
Leoni marini nell'Isola dei Canguri

Alla nascita, i cuccioli sono grandi circa 60-70 cm e pesano circa 6-8 kg. La loro pelliccia è inizialmente marrone cioccolato. Le differenze fra maschi e femmine adulti sono molto evidenti, un adulto maschio cresce circa fino a 2,5 metri e pesa 300 kg, una femmina invece cresce fino ad una lunghezza di circa 1,8 metri e pesa circa 105 kg. Le femmine raggiungono la maturità sessuale a circa 3 anni di età, i maschi invece la raggiungono dai 6 anni di età o più anziani. I maschi si scuriscono ulteriormente quando diventano più adulti. I leoni marini australiani hanno una grande testa, il cranio ha una cresta sagittale di circa 30 mm di altezza, le orecchie sono incredibilmente piccole e si trovano vicino alla testa. I giovani sono color marrone scuro. Gli adulti maschi e femmine hanno una pelliccia grigio-argento in cima e di colore giallo pallido - marrone chiaro sul fondo.

## Distribuzione e habitat
I leoni marini australiani vivono lungo le coste dell'Australia meridionale e occidentale, comprese alcune isole adiacenti. In Tasmania, dove erano un tempo presenti, sono invece estinti. L'areale riproduttivo va dalle isole Pages (poco a oriente dell'Isola dei Canguri) alle isole Houtman Abrolhos presso la costa australiana occidentale.
I leoni marini non sono migratori, difatti vivono sulle spiagge di sabbia vicino al luogo della loro nascita, per questo motivo vengono a formarsi grandi colonie. La distanza massima registrata per un esemplare è stato contrassegnato 300 chilometri dal luogo della sua nascita.